# Francisco Zamora
Francisco Zamora (n. Cuenca (España); c. 1508 - f. Piombino, Italia, 1571) fue un sacerdote franciscano y teólogo español, ministro general de los franciscanos de la observancia (OFM) entre 1559 y 1565.

## Biografía
A los 16 años ingresó en la Orden Franciscana, en la Provincia de Cartagena, de la que fue lector de teología y ministro provincial. En 1553 fue elegido en Salamanca procurador general de la Orden, cargo que desempeñó hasta que, en el Capítulo General de 1559, celebrado en L'Aquila, fue elegido ministro general.
En este capítulo se elevaron a la categoría de provincia las custodias de Aragón, Valencia y Cataluña.
Ya antes los superiores le habían encomendado diversas misiones en Alemania e Inglaterra, y, apenas elegido Ministro general, Paulo IV lo mandó como legado suyo ante Felipe II de España. El año 1560 presidió el Capítulo provincial de la Inmaculada Concepción, en España. Al año siguiente marchó a Alemania para componer las controversias doctrinales entre sus frailes y Bayo, lo que consiguió.

## Concilio de Trento
Francisco Zamora participó en el Concilio de Trento desde el 9 de febrero de 1562 hasta su conclusión, pero estuvo ausente en repetidas ocasiones para atender a sus obligaciones en la Orden.
Estando en Trento concibió la idea de editar las obras de san Buenaventura, trabajo en el que cooperó personalmente.

## Editor de Buenaventura
En 1562 aparecieron en Venecia, editados en la imprenta de Francisco Sansovino, bajo la dirección de Julio Urceano, los comentarios a los cuatro libros de las Sentencias, y en 1564 los opúsculos teológicos, también en Venecia, en la imprenta de Domingo Nicolino, probablemente revisados por el mismo Zamora.
En 1565 regresó a España para asistir al Capítulo general que se iba a celebrar en Valladolid, en el que dejó el generalato y fue elegido Definidor; desde entonces, al parecer, se retiró de la vida pública. Finalmente, cuando se dirigía a Roma para participar en el Capítulo general de 1571, murió en Piombino (Livorno). Apenas publicó nada y sólo se conservan algunos manuscritos suyos.